# Die Geheimnisse der Spiderwicks (Film)
Die Geheimnisse der Spiderwicks (Originaltitel: The Spiderwick Chronicles) ist ein Fantasy- und Abenteuerfilm aus dem Jahr 2008 von Regisseur Mark Waters. Der Film basiert auf der Buchreihe Die Spiderwick-Geheimnisse der Autorin Holly Black.

## Handlung
Die Zwillinge Jared und Simon Grace, deren Schwester Mallory sowie deren geschiedene Mutter Helen ziehen von New York in ein altes Haus des Großonkels Arthur Spiderwick. Das Haus steht leer, denn Arthur Spiderwick ist seit 80 Jahren verschwunden, und dessen Tochter Lucinda Spiderwick wurde nach dem Verschwinden ihres Vaters für verrückt erklärt und in ein Sanatorium eingeliefert, da sie behauptete, ihr Vater sei von Sylphen entführt worden.
Im Haus verschwinden einige Gegenstände, wofür man zuerst Jared verantwortlich macht. Jared kommt sich manchmal wie der Sündenbock der Familie vor. Auch wird er leicht zornig, dann schlägt er vor Wut auf Gegenstände ein, so auch wenn ihn seine ältere Schwester mal wieder ärgert oder man von der Scheidung seiner Eltern spricht, unter der er sehr leidet.
Der neugierige Jared forscht nach und entdeckt nicht nur das zwiegespaltene Wichtelmännchen Thimbletack (wenn er sich aufregt, verwandelt er sich in einen zornigen Irrwicht), das ihm von da an mit Rat und Tat zur Seite steht, sondern auch ein Buch über eine fantastische Welt voller Kobolde, Feen und anderer Zauberwesen, das sein Großonkel Arthur verfasst hat. Jared erzählt seinen Geschwistern von dem Buch und von Thimbletack; die halten es jedoch für Unsinn. Erst als Simon von Kobolden entführt und Mallory von ihnen angegriffen wird, glauben sie ihm. Die Kobolde gehorchen dem Oger Mulgarath, der das Buch unter seine Kontrolle bringen will, um mit dessen Wissen die Welt zu beherrschen. Die Zwillinge und ihre Schwester können sich ins Haus flüchten, das durch einen Schutzkreis aus Pilzen gesichert ist, den die Wesen nicht übertreten können. 
Nun können sie das Haus allerdings nicht mehr verlassen, da es durch die Kobolde belagert wird. Die Kinder beraten mit Thimbletack, was zu tun ist, und beschließen, ihre Tante Lucinda aufzusuchen. Jared und Mallory gelangen durch ein geheimes Tunnelsystem in die Stadt, werden allerdings von einem Maulwurftroll verfolgt. Sie können ihm entkommen, als er auf der Straße von einem Auto angefahren wird. Simon bleibt zurück, weil er beim Kampf gegen die Kobolde am Bein verletzt wurde. Er kümmert sich mit Thimbletack um die Verteidigung des Hauses. Aus dem Buch hat er erfahren, dass Tomatensoße die Kobolde wie Säure verätzt, Essigdämpfe sie ersticken und Salz sie blendet. 
Derweil werden Jared und Mallory wieder von den Kobolden verfolgt. Sie schaffen es jedoch, ihre Verfolger abzuschütteln, und machen sich auf den Weg ins Sanatorium zu ihrer Großtante. Diese – mittlerweile 86 Jahre alt – rät ihnen, ihren Vater Arthur zu finden, der das Buch zerstören müsse. Während des Gespräches werden sie erneut angegriffen, und dem Angreifer gelingt es, einige Seiten des Buches zu ergattern. Dann platzt auch noch ihre Mutter herein und fährt sie wieder zurück zum Haus. Sie erzählen ihr von allen Geschehnissen, doch sie glaubt ihnen nicht. Auch fällt das Gesprächsthema wieder auf ihren Vater Richard, Jared verlässt wütend den Wagen und macht seine Mutter dafür verantwortlich, dass sein Vater weg ist. Durch den guten Kobold Hogsqueal erfährt Jared, dass die Kobolde unter anderem ausgerechnet eine Seite aus dem Buch an sich gerissen haben, auf der erklärt wird, wie der Schutzring um das Haus zu durchbrechen ist.
Er ruft seinen Vater an, um von ihm Hilfe zu bekommen. Als sein Vater jedoch nicht ans Telefon geht, erzählt seine Schwester ihm, dass dieser inzwischen mit einer anderen Frau zusammen ist. Mit Hilfe eines Greifs fliegen sie zur Welt der Elfen, um ihren Großonkel Arthur zu finden. Auf einer Lichtung treffen sie ihn an. Durch den Zauber der Feen keinen Tag gealtert und durch ihre Gesänge abgelenkt, hat er nicht mitbekommen, dass er sich seit 80 Jahren in ihrer Gewalt befindet. Als Arthur das Buch zerstören soll, merken sie, dass Thimbletack es vertauscht hat, weil er der Meinung war, es sei im Haus sicherer. 
Es gelingt ihnen in letzter Sekunde zurückzukehren – allerdings ohne Arthur, weil er in der realen Welt zu Staub zerfallen würde, da er bereits 125 Jahre alt ist. Ihnen bleibt nun nichts anderes übrig, als auf den Angriff Mulgaraths zu warten und diesen so gut es geht abzuwehren. Als ihre Mutter aus der Stadt zurückkehrt, wird auch sie von Kobolden angegriffen. Nun hilft auch sie ihnen, das Buch zu beschützen. Als der Vollmond am Nachthimmel steht, greifen die Kobolde an. Den Verteidigern gelingt es, fast alle Kobolde zu töten. Auf dem Dach des Hauses kommt es zum finalen Kampf zwischen Jared und Mulgarath. Jared wirft das Buch anschließend vom Dach. Der Oger will das Buch fangen und verwandelt sich deshalb in einen Raben, dabei wird er jedoch von dem vogelverrückten Hogsqueal gefressen. Mit dem Tod von Mulgarath sind auch die Kobolde besiegt. Zum Schluss kommt es zum klärenden Gespräch und zur Versöhnung zwischen Jared und seiner Mutter. Da Arthur nicht in deren Welt bleiben kann, entscheidet sich Lucinda, mit ihrem Vater in die Elfenwelt zurückzukehren und so für immer bei ihm zu bleiben. Als sie ihm die Hand reicht, verwandelt sie sich zurück in das Kind, das damals seinen Vater verlor.

## Besetzung und Synchronisation
| Rolle                 | Schauspieler          | Deutsche Fassung    |
| --------------------- | --------------------- | ------------------- |
| Jared und Simon Grace | Freddie Highmore      | David Wittmann      |
| Mallory Grace         | Sarah Bolger          | Anne Helm           |
| Helen Grace           | Mary-Louise Parker    | Schaukje Könning    |
| Lucinda Spiderwick    | Joan Plowright        | Christel Merian     |
| junge Lucinda         | Jordy Benattar        | Shirin Westenfelder |
| Arthur Spiderwick     | David Strathairn      | Reinhard Kuhnert    |
| Richard Grace         | Andrew McCarthy       | Axel Malzacher      |
| Mulgarath             | Nick Nolte            | Thomas Danneberg    |
| Thimbletack           | Martin Short (Stimme) | Michael Pan         |
| Hogsqueal             | Seth Rogen (Stimme)   | Dennis Schmidt-Foß  |

## Hintergrund

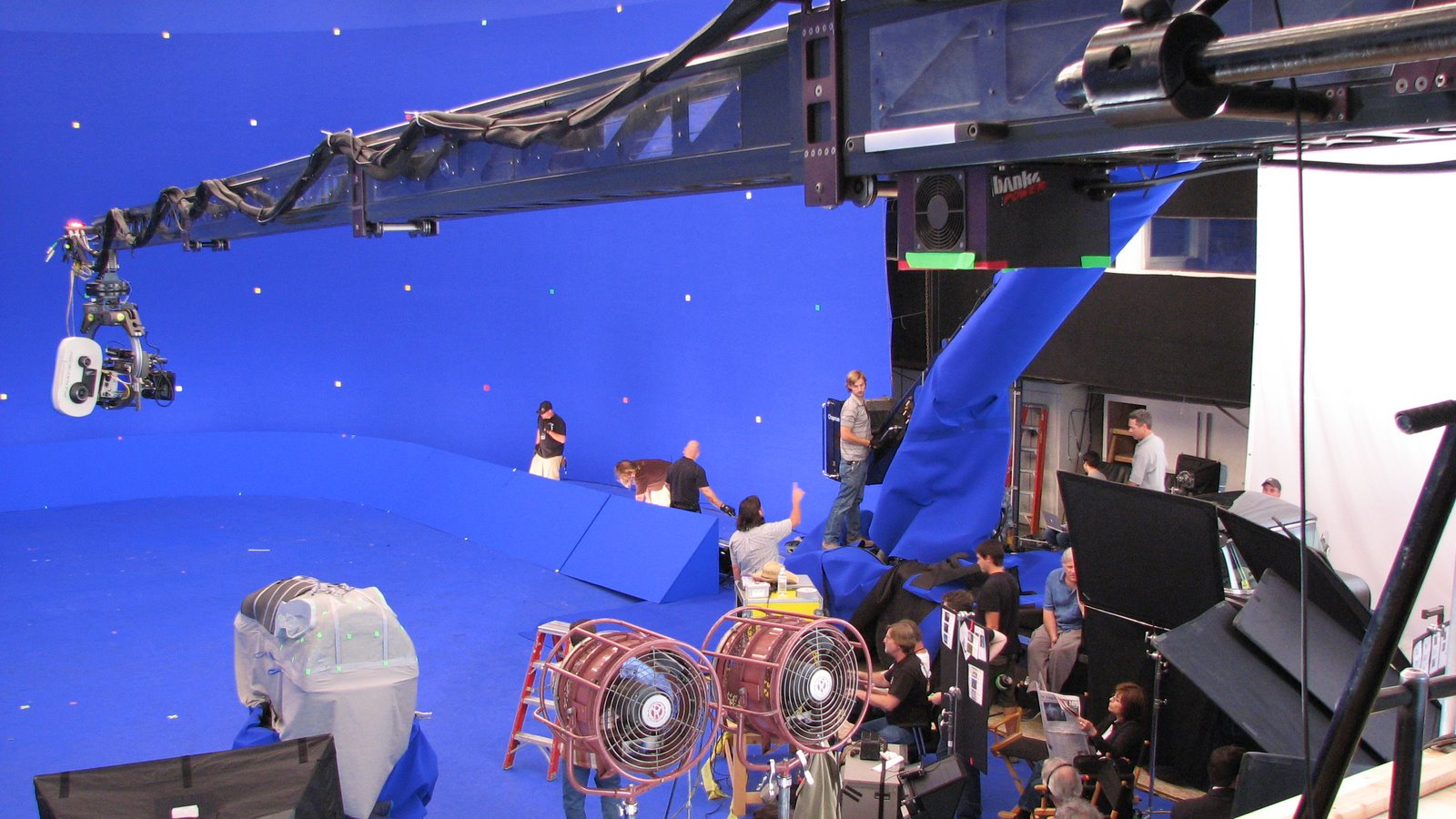
Das Bluebox-Set des Films.

- Auf den ersten Auflagen der DVD ist eine Altersfreigabe von FSK 12 zu sehen. Als dem Film dann die Freigabe FSK 6 vergeben wurde, wurden alle späteren Auflagen mit FSK 6 gekennzeichnet.
- Die Dreharbeiten zum Film begannen im September 2006 in Montreal.[3]
- Die Produktionskosten werden auf rund 90 Millionen US-Dollar geschätzt. Der Film spielte in den Kinos weltweit rund 162 Millionen US-Dollar ein, davon rund 71 Millionen US-Dollar in den USA und rund 34 Millionen US-Dollar in Deutschland.[4]
- Kinostart in den USA war am 14. Februar 2008, in Deutschland am 20. März 2008.[5] DVD-Veröffentlichung war in Deutschland am 7. August 2008.

## Kritiken
Marcus Wessel schrieb auf programmkino.de: „Die Stärken […] liegen vorwiegend in der ersten Filmhälfte, wenn die Geschwister ihr neues Zuhause erkunden und dabei auf seltsame, fantastische Kreaturen […] stoßen. Das hat Charme, ist reich an Atmosphäre und regt den Entdeckergeist des eher jüngeren Zielpublikums – der Film empfiehlt sich für Kinder ab 8 Jahren – an. Auch sind die Effekte auf einem beachtlichen Niveau. […] Leider übertreibt es Waters während der letzten halben Stunde mit der Action. Dann wird aus der angenehm geradlinigen Fantasy-Erzählung ein hektisches Gerenne, das im Effektgewitter seine jugendlichen Protagonisten zuweilen aus den Augen verliert. Hier wäre weniger eindeutig mehr gewesen.“
Thomas Ays schrieb auf moviesection.de: „Ab 6 Jahren freigegeben? Wie bitte? Liebe FSK, denkt doch mal einen Augenblick nicht ans Geld, sondern eher an unsere Kinder, sie werden es euch danken. […] ‚Die Spiderwick Geheimnisse‘ ist ein erwartungsgemäß tolles Fantasy-Märchen geworden […] Besonders Highmore steht die Doppelrolle sehr gut – er stellt die beiden ungleichen Brüder Jared und Simon überzeugend dar. […] ‚Die Spiderwick Geheimnisse‘ ist ein toller Streifen geworden, bei dem Kids (ab 12 Jahren!) bestimmt ihren Spaß haben werden.“
Gian-Philip Andreas schrieb auf mehrfilm.de: „Auch wenn die ‚Spiderwicks‘ das Fantasy-Genre sicher nicht neu erfinden und am Ende den üblichen Familienversöhnungskitsch auftischen, besitzt Waters’ Inszenierung doch einige erfreuliche Vorzüge: Erstens sind die Tricks sehenswert und der Story jederzeit dienlich, zweitens verzettelt sich die Handlung nicht auf überflüssigen Nebenschauplätzen, und drittens spielt Freddie Highmore die Zwillingshauptrolle. Als Doppelbube im Kampf der Kobolde glänzt er tatsächlich heller als zuletzt in der schrägtönenden Wunderkindschnulze Der Klang des Herzens.“